# King's College Chapel
King's College Chapel je kolejní kaple King's College Univerzity v Cambridgi, jeden ze symbolů Cambridge a pozdní gotické fáze nazývané v Anglii perpendicular. Budova vznikala v letech 1446–1515 (kolej byla založena Jindřichem VI. roku 1441), velká vitráž pochází až z doby okolo roku 1531, v letech 1532–1536 byl v kapli vztyčen chór vykazující již prvky rané renesance.
Pro stavbu, která má rozměry 12,7 m na šířku a 88 m na délku, jsou typická rozměrná vitrážová okna (původně dokončeno 25, dvanáct z obou boků a vélké okno ve východním závěru, na západě je z 19. století) a vějířové zaklenutí.
Je známo více architektů a stavitelů, vesměs však není možné přiřadit těmto jednotlivá řešení stavby.